# 日本カメラ博物館
日本カメラ博物館（にほんカメラはくぶつかん）は、一般財団法人日本カメラ財団（Japan Camera Industry Institute）により運営される、東京都千代田区一番町にある博物館である。
カメラや写真の企画展を定期的に開催し、日本国内外のカメラや写真を紹介する他、調査研究に必要な資料の利用と提供を行っている。

## 沿革
日本カメラ財団の前身は、1954年（昭和29年）に森山欽司衆議院議員（当時）を理事長として発足した財団法人日本写真機検査協会（Japan Camera Inspection Institute）で、検査法に基づく日本製カメラ・光学機器の検査・研究機関だった。その後、同協会は日本製カメラが技術革新と品質向上を遂げ、貿易の自由化が求められたことから、1989年（平成元年）12月、カメラが輸出検査の対象より外されたのを機に、業務を検査試験事業からカメラに関連する文化的事業へと転換し、日本カメラ博物館を開館した。その他、フォトサロン、ライブラリー等、カメラ・写真及び映像等の展示や文献の公開を行っている。

## 年表
- 1954年（昭和29年） - 財団法人 日本写真機検査協会として創立、初代理事長は森山欽司、後の理事長森山眞弓は妻。
- 1989年（平成元年）11月 - 日本カメラ博物館を設立。
- 1991年（平成3年）
  - 4月 - JCIIフォトサロンを開館。
  - 6月 - JCIIライブラリーを開館。
- 1994年（平成6年）5月 - JCIIクラブ25（貸しギャラリー）を開設。
- 1999年（平成11年） - 日本カメラ財団と改称。
- 2001年（平成13年） - 「私立博物館における青少年に対する学習機会の充実に関する望ましい基準認定博物館」に認定。

## 施設情報
日本カメラ博物館
国産カメラの発展史を伝える、常設展示「日本の歴史的カメラ」でカメラ約300点を展示しているほか、日本カメラの新製品コーナーや、特別展として世界のカメラをテーマに応じて展示している。
- 開館時間 - 火曜～日曜日、午前10時～午後5時まで。
- 休館日 - 毎週月曜日、月曜日が祝日の場合は翌日の火曜日。
- 入館料 - 一般300円、小・中学生無料、団体割引（10名以上）一般200円。

JCIIフォトサロン
写真文化の発展の歴史を伝え、歴史的な記録写真の企画展を開催し、所蔵する古写真の紹介と展示を行っている。
- 開館時間 - 火曜～日曜日、午前10時～午後5時まで。
- 休館日 - 毎週月曜日、月曜日が祝日の場合は開館。
- 入館料 - 無料。

JCIIライブラリー
カメラと写真に関する専門図書館で、蔵書数は図書約38,000冊、雑誌約1,200種類（2013年4月末現在）である。
- 開館時間 - 火曜～日曜日、午前10時～午後5時まで（資料出納、午後4時30分）。
- 休館日 - 毎週土曜日、日曜日、祝日、その他図書整理日、年末年始など定める日。
- 利用条件・利用料 - 18歳以上・無料。

JCIIクラブ25
写真や絵画等の展示会場として、一般に貸し出している。
- 開館時間 - 火曜～日曜日、午前10時～午後6時まで。
- 休館日 - 毎週月曜日、月曜日が祝日の場合は翌日火曜日。
- 入館料 - 無料。

貸会議室
財団ビル内の会議室を貸し出している、面積は63m2～189m2、利用時間は午前9時～午後8時。
日本カメラ博物館友の会
定期的に研究会を催すほか、講演会、撮影会、親睦会などの活動を企画している。

## 交通アクセス
鉄道
- 東京メトロ半蔵門線 - 半蔵門駅より徒歩1分。有楽町線 - 麹町駅より徒歩8分。

路線バス
- 都バス - 都03（四谷駅 - 晴海埠頭）半蔵門停留所より徒歩4分。宿75（新宿駅西口 - 三宅坂）半蔵門停留所より徒歩4分。

## ギャラリー
- 公道から見たJCII一番町ビル（2015年7月撮影）
- 地下1階の博物館の入口（2015年7月撮影）
- 外部から見た常設展示場（2015年7月撮影）
- 外部から見た常設展示場（2015年7月撮影）
- 外部から見た特別展示場（2015年7月撮影）
- 外部から見た展示場の様子（2015年7月撮影）